# جولیا لوکتف
جولیا لوکتف (به انگلیسی: Julia Loktev؛ زادهٔ ۱۲ دسامبر ۱۹۶۹) کارگردان فیلم، و فیلم‌نامه‌نویس روس‌تبار اهل ایالات متحده آمریکا است.
او همچنین برندهٔ جوایزی همچون کمک‌هزینه گوگنهایم شده‌است.

## زندگی‌نامه
جولیا با خانواده‌اش در سن ۹ سالگی به ایالات متحده آمریکا مهاجرت کرد. لوکتف دورهٔ کارشناسی‌اش را در دانشگاه مک‌گیل در مونترآل گذراند و کارشناسی‌ارشد هنرهای زیبای فیلم را از دانشگاه نیویورک گرفت.